# 英國舞曲榜
英国舞曲单曲榜 (英语:UK Dance Singles Chart) 和英国舞曲专辑榜 (英语:UK Dance Albums Chart) 是由英国官方榜单公司根据唱片店和数字下载中电子舞曲音乐类型（如 浩室、出神、鼓打贝斯、英国车库、合成器流行音乐）的歌曲销量在英国编制的音乐排行榜。大众可以在BBC廣播一台和官方排行榜公司的网站上查看该排行榜。官方排行榜公司网站上的档案可以追溯到1994年7月3日，即第一个排行榜周的开始。下面菜单中列出的日期代表排行榜公布周日之后的周六，因为这些日期是在 Billboard、Guinness和Virgin等排行榜出版物中给出的。
2009年6月，数字下载开始符合舞曲单曲和专辑排行榜的资格。在此之前，只有黑胶唱片和CD销量才被编入排行榜。
舞曲单曲和专辑排行榜包含40个名位。